# (32403) 2000 QK249
2000 QK249 (asteroide 32403) é um asteroide da cintura principal. Possui uma excentricidade de 0.08815310 e uma inclinação de 5.58254º.
Este asteroide foi descoberto no dia 28 de agosto de 2000 por LINEAR em Socorro.